# NGC 1044
NGC 1044 (również PGC 10174) – galaktyka eliptyczna (E-S0), znajdująca się w gwiazdozbiorze Wieloryba. Odkrył ją William Herschel 7 listopada 1784 roku. Na niebie tuż obok niej widoczna jest mniejsza PGC 3080165, galaktyki te prawdopodobnie oddziałują ze sobą grawitacyjnie. Sąsiednia galaktyka NGC 1046 być może też jest fizycznie związana z tą parą.